# Dispositiu intel·ligent
Un dispositiu intel·ligent és un dispositiu electrònic, generalment connectat a altres dispositius o xarxes a través de diferents protocols sense fils com Bluetooth, NFC, Wi-Fi, LiFi, 3G, etc., que poden funcionar de manera interactiva i autònoma. Diversos tipus notables de dispositius intel·ligents són telèfons intel·ligents, termòstats intel·ligents, phablets i tauletes, smartwatches, bandes intel·ligents, cadenes de tecles intel·ligents i altaveus intel·ligents. El terme també pot referir-se a un dispositiu que exhibeix algunes propietats de la informàtica omnipresent, incloent - encara que no necessàriament - intel·ligència artificial.
Els dispositius intel·ligents es poden dissenyar per suportar una varietat de factors de forma, una sèrie de propietats relacionades amb la computació ubicua i que s'utilitzaran en tres entorns principals del sistema: món físic, entorns centrats en l'ésser humà i entorns de computació distribuïda.

## Factors de forma
El 1991, Mark Weiser va proposar tres formes bàsiques per a dispositius de sistema ubic: pestanyes, pastilles i taules.
- Tabs: dispositius de mida centímetre acompanyats o usables, p. Ex., Telèfons intel·ligents, targetes intel·ligents
- Pads: dispositius de mida reduïda de mà, p. Ex., Ordinadors portàtils
- Boards: dispositius de visualització interactiva de mida metàl·lica, p. Ex., Ordinadors de superfície horitzontal i taulers intel·ligents verticals.

Aquestes tres formes proposades per Weiser es caracteritzen per ser de dimensions macros, tenir una forma plana i incorporar visualitzacions de sortida visuals. També es van concebre més com a aparells d'informació. Si relaxem cadascuna d'aquestes tres característiques, podem ampliar aquest rang en un rang molt més divers i potencialment més útil d'ordinadors omnipresents. Per això, s'han proposat tres formes addicionals per a sistemes ubicrics:
- Dust: dispositius miniaturitzats sense interfícies HCI directes, p. Ex. Sistemes Microelectrònics (MEMS), que van des de nanòmetres fins a micròmetres a mil·límetres. Vegeu també: Pols intel·ligent.
- Skin: teixits a base de polímers conductors d'emissió de llum i conductors i dispositius informàtics orgànics. Aquests es poden formar en superfícies de visualització no planars més flexibles i productes com ara roba i cortines, veure pantalla OLED. Els dispositius MEMS també es poden pintar en diverses superfícies perquè una varietat d'estructures del món físic puguin funcionar com a superfícies en xarxa de MEMS.
- Clay: els conjunts de MEMS es poden formar en formes tridimensionals arbitràries, com artefactes que s'assemblen a diferents tipus d'objecte físic. Vegeu també: Interfície tangible.

## Característiques
Els dispositius intel·ligents es poden caracteritzar de la següent manera:
- Un conjunt de recursos de TIC de maquinari i programari del sistema. Aquest conjunt normalment està fixat en temps de disseny
- Extensions i complements de recursos orientats a components dinàmics (Plug and play) d'alguns recursos de maquinari
- Accés i execució remota del servei extern
- Execució local autònoma de serveis autònoms
- Accés a entorns externs específics: interacció humana, interacció en el món físic i interacció de TIC / interacció virtual informàtica distribuïda.
- Propietats informàtiques omnipresents.

Els tipus comuns de dispositius intel·ligents inclouen:
- Dispositius intel·ligents de tipus de pestanya i coixinet que sovint actuen com a dispositius mòbils intel·ligents personalitzats
- Dispositius d'entorn intel·ligent.

## Propietats informàtiques omnipresents
La visió de Weiser per a la computació omnipresent es pot resumir en termes de tres propietats principals:
- Els dispositius han de ser connectats en xarxa, distribuïts i accessibles de forma transparent.
- La interacció entre humans i ordinadors amb dispositius està oculta en certa manera pels seus usuaris.
- Els dispositius mostren una consciència del context d'un entorn per tal d'optimitzar el seu funcionament en aquest entorn.

Es proposa que hi ha dos tipus principals de propietats per als sistemes UbiCom:
- Els dispositius poden funcionar fins a cert punt de manera autònoma, és a dir, sense intervenció humana, ser autogovernats.
- Els dispositius poden gestionar una multiplicitat d'accions i interaccions dinàmiques, governades per la presa de decisions intel·ligents i la interacció organitzativa. Això pot comportar alguna forma d'intel·ligència artificial per tal de:
  - manejar interaccions incompletes i no deterministes cooperació i competència entre membres d'organitzacions
  - una interacció més rica a través de l'intercanvi de context, la semàntica i els objectius, etc.

Tanmateix, és difícil arreglar un conjunt tancat de propietats que defineixen tots els dispositius de computació omnipresents a causa de la gran varietat i la varietat de les investigacions i aplicacions de computació ubiqua. En comptes de proposar una única definició per a la computació omnipresent, s'ha proposat una taxonomia de propietats per a la computació omnipresent, de la qual es poden compondre i descriure diferents tipus o sabors dels sistemes i aplicacions omnipresents.

## Entorns
El terme Entorns de dispositius intel·ligents té dos significats. En primer lloc, pot referir-se a una major varietat d'entorns de dispositius. Es poden diferenciar tres tipus diferents d'entorns per als dispositius:
- Entorns informàtics virtuals que permeten als dispositius intel·ligents accedir a serveis pertinents en qualsevol lloc i en qualsevol moment.
- Entorns físics que es poden integrar amb una varietat de dispositius intel·ligents de diferents tipus, inclosos etiquetes, sensors i controladors. Aquests poden tenir diferents factors de forma que van des de nano a micro a macro.
- Entorns humans: els éssers humans, de manera individual o col·lectiva, constitueixen un entorn intel·ligent per als dispositius. Tanmateix, els éssers humans poden anar acompanyats de dispositius intel·ligents com els telèfons mòbils, utilitzar dispositius mòbils (computació usable) i contenir dispositius incrustats (p. Ex., Marcapassos per mantenir una operació sana).

En segon lloc, el terme Smart Device Environments també pot fer referència al concepte d'un entorn intel·ligent que se centra més específicament en l'entorn físic del dispositiu. L'entorn físic és intel·ligent perquè està incrustat o dispersat amb dispositius intel·ligents que poden controlar i controlar part d'ella.

## Versus aparells d'informació
Encara que els dispositius intel·ligents se solapen parcialment en la definició amb tipus específics d'aparells, com ara aparells d'informació, es caracteritzen els dispositius intel·ligents i es diferencien de diverses maneres clau. En primer lloc, els dispositius intel·ligents en general poden tenir un rang molt més ampli de factors de forma que els aparells. En segon lloc, els dispositius intel·ligents admeten les propietats de computació omnipresents. Els dispositius de tercera informació se centren en la interacció remota amb entorns informàtics que solen ser personalitzats mentre que els dispositius intel·ligents també poden centrar-se en la interacció impersonal del món físic. Quatre, el terme aparell generalment implica que els dispositius són específics de la tasca i sota el control d'un sistema operatiu específic o d'un sistema incrustat, mentre que els dispositius intel·ligents poden suportar múltiples tasques, per exemple, un telèfon mòbil pot funcionar com un telèfon, però també com a consola de jocs, reproductor de música, càmera, etc.